# Kleine goudsprinkhaan
De kleine goudsprinkhaan (Euthystira brachyptera) is een rechtvleugelig insect uit de familie
veldsprinkhanen (Acrididae), onderfamilie Gomphocerinae.

## Kenmerken
De kleur is metallisch groen, het halsschild heeft rechte randen aan de zijkant. De kleine goudsprinkhaan is meestal kortgevleugeld, soms komen langgevleugelde exemplaren voor. De vleugels van het mannetje reiken tot voor het midden van het achterlijf, de vleugels van het vrouwtje zijn zeer klein en meer aan de zijkanten van het halsschild gelegen, ze zijn meestal roze-achtig van kleur. Mannetjes bereiken een lengte van 14 tot 17 millimeter, de vrouwtjes zijn 19 tot 22 mm lang. Mannetjes hebben een opvallend spitse achterlijfspunt, bij de vrouwtjes zijn de lange eilegkleppen goed zichtbaar.

### Onderscheid met andere soorten
De soort is te verwarren met de gouden sprinkhaan (Chrysochraon dispar), die echter een stuk groter wordt en een zwarte achterknie heeft. Ook de vleugel heeft aan de achterzijde een soort inkeping, die bij de gouden sprinkhaan ontbreekt. Van de prairiesprinkhanen is de kleine goudsprinkhaan te onderscheiden aan de groene kleur, prairiesprinkhanen zijn geelbruin.

## Verspreiding
De kleine goudsprinkhaan komt voor in zuidelijk en Centraal-Europa, tot het zuiden van Luxemburg en uiterst zuidelijk België in Lotharingen. Niet in Nederland. De habitat bestaat uit graslanden en heide met een ruige vegetatie.

## Levenswijze

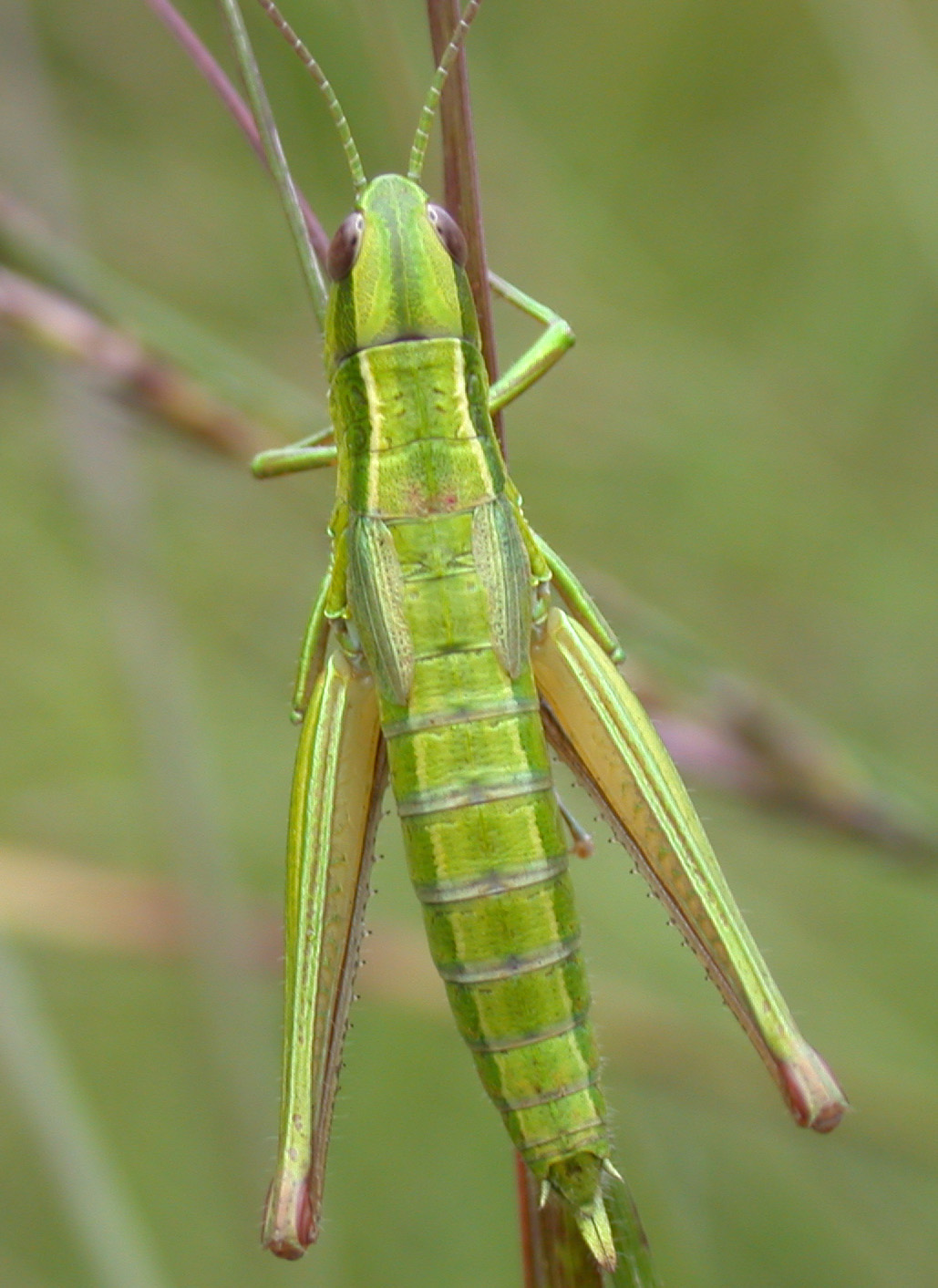
Vrouwtje

De kleine goudsprinkhaan is als volwassen insect te zien van juli tot september en is vooral actief tussen negen uur in de ochtend en zeven uur in de avond. De eitjes worden niet in de bodem afgezet maar in eipaketten die worden samengevouwen tussen bladeren. Waarschijnlijk dient dit om ze te beschermen tegen schimmels in de vochtige bodem.